# وتد للبترول
وتد للبترول هي شركة تستورد البترول من تركيا إلى مناطق سيطرة هيئة تحرير الشام في شمال غرب سوريا، تأسست عام 2017 في محافظة إدلب الخاضعة لسيطرة هيئة تحرير الشام ويعتقد أنها مملوكة للهيئة نفسها.

## تاريخ
تأسست الشركة في عام 2017، بعد وقت قصير من تأسيس هيئة تحرير الشام التي يعتقد أنها تمتلك الشركة. كانت وتد تحصل على النفط من الإدارة الذاتية لشمال وشرق سوريا حتى أوائل عام 2018، عندما أطلقت تركيا عملية عسكرية قطعت طرق التجارة بين الإدارة الذاتية وهيئة تحرير الشام. ثم بدأت وتد التعامل مع شركة تركية لم تذكر اسمها كانت تحصل على البترول من أوكرانيا عبر معبر باب الهوى الحدودي. في كانون الثاني 2018، احتكرت شركة وتد استيراد ومعالجة وتسعير الوقود في المناطق التي تسيطر عليها حكومة الإنقاذ السورية.  
في يناير 2019، بدأت وتد بإرسال أسطوانات الغاز والنفط إلى المناطق التي تسيطر عليها الحكومة السورية بعد حدوث نقص في الوقود.
في نوفمبر 2019، اعتقلت هيئة تحرير الشام خيرات أبو عبد العظيم القيادي في صفوفها عقب خلافه مع شركة وتد، وذلك بعد أن طالبت الشركة أصحاب «حرّاقات النفط» في بلدة معارة النعسان الذين يبيعون المحروقات نيابة عن شركة وتد بتشغيل الحراقات لصالحها وأن يعمل أصحابها كـ «يد عاملة»، وهددت بتشغيل الحراقات بالقوة الأمر الذي قوبل بالرفض ودفع القيادي لطرد مندوبي شركة وتد من البلدة 
في يوليو 2020، هاجمت طائرات مسيرة انتحارية انطلقت من مناطق سيطرة الحكومة السورية سوق المحروقات في مدينة سرمدا، في 31 يوليو، أصيب السوق بثلاث صواريخ غراد، مما تسبب باندلاع عدة حرائق. وردًا على ذلك، قصفت هيئة تحرير الشام مواقع عسكرية للقوات المسلحة السورية.